# Ремесленная управа
Ремесленная управа — орган ремесленного сословия, созданный городовым положением 1785 г., с целью охраны интересов ремесленного сословия и «приращения ремесленного искусства».
В Москве Ремесленная цеховая управа появилась в 1699 году, в соответствии с Уставом столичного города Москвы.
В провинциальных городах, посадах или местечках, где, из-за недостаточного распространения ремёсел, занимающиеся ими не разделялись на цехи, а образовывали организованное на корпоративных началах ремесленное сословие, — в состав ремесленных управ, по закону 1852 г. об упрощенном ремесленном устройстве, входили избранные целым ремесленным сословием ремесленный старшина и его товарищи.
В XIX веке в столицах и Одессе, где управление ремесленного сословия было образовано на основании особых правил, управы состояли из выборных старшины ремесленного сословия, членов и заседателей от иногородних ремесленников в Санкт-Петербурге и Москве, а в Одессе — от иногородних мещан. Иностранные ремесленные цехи в Санкт-Петербурге имели особую ремесленную управу, состоящую из председателя и членов от этих цехов (п. 8, 13 и 27 приложения к ст. 661). В состав общих ремесленных управ, учреждённых в других городах, где существовало цеховое устройство, входили ремесленный голова и старшины цехов.
Ремесленному голове, избираемому старшинами, совместно с двумя выборными гласными, избиравшимися для этого от каждого цеха, закон предоставлял:
1. осматривать у всякого ремесленника его работы и подвергать его взысканию,
2. во всякое время ревизовать общую ремесленную и цеховые казны,
3. отнимать у мастеров их учеников за худое ученье и отдавать их другим, более искусным,
4. принуждать старшин к скорейшему решению дел, надзирать за надлежащим исполнением ими обязанностей, а в случае нерадения — отрешать их от должности и даже задерживать их под стражей (ст. 316 и 314).

При обсуждении в городском общественном управлении дел, касающихся ремёсел, приглашались ремесленный голова, имеющий право делать предложения о нуждах и недостатках цехов (312 и пр.).
К компетенции общей ремесленной управы закон относил:
1. запись в цех,
2. исключение из него,
3. совещания о нуждах каждого ремесла и
4. наблюдение за порядком собирания денежных сумм и исполнением повинностей со стороны ремесленников (ст. 327).

Ей вменялось в обязанность заботиться об усовершенствовании и распространении искусств и ремесла. Она должна была разделять ремёсла и работы по «различию званий», согласно «особенным обрядам каждого ремесла», и представлять составленные ею правила губернскому правлению, вносящему их на усмотрение высшей правительственной власти (ст. 289, 293 и 299).
Говорилось также, что с дозволения управы «всякий цех, по умножении в нём ремесел и работы, может разделяться на столько частей, на сколько то ремесло делиться может», а образовавшиеся части — вновь соединяться, когда «раздробленное ремесло не будет иметь довольно дела для приобретения себе пропитания».
Общая ремесленная управа должна была заботиться, чтобы дети ремесленников учились какому-либо ремеслу, и была вправе отдавать в «научение мастерству» всякого достигнувшего 13 лет, кто «в сих летах не отдан родителями» (ст. 324). Для увечных ремесленников, их вдов и сирот общая ремесленная управа была попечителем, обязанным ходатайствовать за них по делам, касающимся их пропитания, прибежища и пристроения к месту (ст. 322). Она же принимала охранительные меры в отношении имения, оставшегося после умершего ремесленника (ст. 321). Ей принадлежало право налагать денежные взыскания за проступки ремесленников против ремесленного устава, перечисленные в ст. 479—486 Устава о промышленности. Она разбирала споры между ремесленниками разных цехов и между ремесленниками и посторонними. Решения по жалобам последних за худую работу, порчу вещей, недоставление в срок, обман и тому подобные нарушения обязательны были лишь для ремесленников (п. 5 прим. к 332 ст.).
Данными на начало XX века, бывшими в виду комиссии об устройстве и содержании промышленных заведений и о надзоре за производством в них работ, было установлено, что ремесленные управы, за весьма ничтожными исключениями, не исполняли возложенных на них задач, а ремесленные головы и цеховые старшины относились к исполнению своих обязанностей крайне индифферентно. Надзора за работой подмастерьев и учеников, за поведением их, за отношениями к ним мастеров на самом деле не было. Ученики работали от 12 до 14 часов в сутки и нередко страдали физически и морально, под гнетом тяжёлой обстановки. Отсутствие наблюдения за мастерами, подмастерьями и учениками, по объяснению петербургских ремесленных старшины и цеховых старост, происходило как от малого знакомства ремесленников (не исключая и должностных лиц ремесленного управления) с действующими по ремесленному устройству узаконениями, при недостаточном вообще развитии в ремесленной среде образования, так и от того, что должностные лица, будучи сами мастерами-хозяевами и занимаясь преимущественно делами своих собственных ремесленных мастерских, не могли, без ущерба для своих интересов, вести как следует дела ремесленного общества. Ещё хуже, без сомнения, положение дел было в провинции. При невозможности путём уголовных взысканий (ст. 1372 Уложения о наказаниях) понуждать избранные в ремесленные управы лица к активной работе, вопрос о реорганизации цехового устройства на новых корпоративных началах выдвигался жизнью с особенной настойчивостью.